# Ultra Air
Ultra Air war eine kolumbianische Billigfluggesellschaft mit Sitz in Rionegro und Basis am Flughafen Rionegro.

## Geschichte
William N.A. Shaw, der Vorsitzende des Unternehmens, gründete die Fluggesellschaft im Jahr 2020. Shaw war auch Mitbegründer und CEO von Viva Air Colombia. Ultra Air führt Passagier-, Post- und Frachtflüge durch. Die Gesellschaft nahm den Flugbetrieb im Februar 2022 auf. Am 30. März 2023 stellte sie den Flugbetrieb wieder ein. Am 29. Juni 2023 gab die Oberaufsichtsbehörde für Unternehmen in Kolumbien bekannt, dass das Unternehmen aufgelöst wird.

## Flugziele
Folgende Ziele wurden 2022 angeflogen:
- San Andrés
- Cartagena
- Santa Marta
- Bogotá
- Cali
- Medellín
- Bucaramanga

## Flotte
Mit März 2023 bestand die Flotte von Ultra Air aus sechs Flugzeugen mit einem Durchschnittsalter von 15,1 Jahren.
| Flugzeugtyp     | Anzahl | bestellt | Sitzplätze (Economy) | Anmerkungen | Durchschnittsalter |
| --------------- | ------ | -------- | -------------------- | ----------- | ------------------ |
| Airbus A320-200 | 6      |          | 180                  |             | 15,1 Jahre         |
| Total           | 6      | –        |                      |             |                    |